# Rutenbergia limbata
Rutenbergia limbata är en bladmossart som beskrevs av Bescherelle 1880. Rutenbergia limbata ingår i släktet Rutenbergia och familjen Rutenbergiaceae. Inga underarter finns listade i Catalogue of Life.